# Freeman Dyson
Freeman John Dyson (ur. 15 grudnia 1923 w Crowthorne, zm. 28 lutego 2020 w Princeton) – brytyjsko-amerykański naukowiec: fizyk teoretyczny, astrofizyk, matematyk i futurolog, profesor Institute for Advanced Study (IAS) w Princeton. Laureat licznych nagród, w tym Nagrody Templetona (2000) oraz prestiżowych nagród fizycznych, ustępujących statusem tylko Nagrodzie Nobla: Medalu Lorentza (1966), Medalu Maxa Plancka (1969) i Nagrody Wolfa w dziedzinie fizyki (1981).
Dyson to jeden z pionierów elektrodynamiki kwantowej, współautor astronautycznego projektu Orion i twórca futurologicznej koncepcji sfery Dysona.

## Życiorys
Studiował w Winchester College i w Trinity College na Uniwersytecie Cambridge, gdzie w 1945 uzyskał licencjat z matematyki. Następnie był wykładowcą Trinity College, a później stypendystą Commonwealth Fellowship na Uniwersytecie Cornella, a także wykładowcą na Uniwersytecie Birmingham.
W latach 1951–1953 profesor fizyki Cornell University w Ithaca, od 1953 profesor Institute for Advanced Study w Princeton. Był profesorem wizytującym na Yeshiva University w Max-Planck-Institut für Physik und Astrophysik w Monachium. Od 1964 członek Narodowej Akademii Nauk w Waszyngtonie.
Autor licznych prac głównie z zakresu kwantowej teorii pola i fizyki matematycznej. Był jednym z twórców, oprócz R.Ph. Feynmana, J.S. Schwingera i Sh. Tomonagi, współczesnej elektrodynamiki kwantowej. Zajmował się także problemem cywilizacji pozaziemskich.

## Nagrody i wyróżnienia
Dyson był członkiem licznych stowarzyszeń naukowych, m.in. Royal Society od roku 1952 i U.S. National Academy of Sciences od roku 1964.
Otrzymał liczne nagrody, w tym:
- 1965: Dannie Heineman Prize for Mathematical Physics,
- 1966: Medal Lorentza od Królewskiej Holenderskiej Akademii  Sztuki i Nauki,
- 1968: Hughes Medal,
- 1969: Medal Maxa Plancka od Niemieckiego Towarzystwa Fizycznego,
- 1981: Nagroda Wolfa w dziedzinie fizyki,
- 1989: Matteucci Medal,
- 1991: Medal Oersteda,
- 1993: Nagroda Enrica Fermiego, ang. Enrico Fermi Award[5],
- 2000: Nagroda Templetona.

## Publikacje (wybór)
Publikacje książkowe:
- 1984: Weapons & Hope, ISBN 0-06-039031-X
- 1985: Origins of Life, Cambridge University Press, ISBN 0-521-62668-4
- 1989: Infinite in All Directions,
- 1990: From Eros to Gaia,
- 1990: Disturbing the Universe,
- Imagined Worlds
- 2000: Sun, the genome & the Internet, Oxford University Press, ISBN 0-19-513922-4

Wydania polskie:
- 1993: Początki życia, Państwowy Instytut Wydawniczy, Warszawa, ISBN 83-06-02345-5,
- 2000: Światy wyobraźni, Prószyński i S-ka, Warszawa, ISBN 83-7180-977-8,
- 2001: Słońce, genom, Internet, Wydawnictwo Naukowe PWN, Warszawa, ISBN 83-01-13513-1.